# Marie-Jeanne Campana
Pour les articles homonymes, voir Campana (homonymie).
Marie-Jeanne Campana, agrégée des facultés de droit, est professeur de droit privé à l’Université Paris-Nanterre, où elle est membre du Centre de droit International de Nanterre (CEDIN).
Elle est également membre du conseil d'administration et ancienne présidente de l'Association française des femmes juristes (AFFJ).
Marie-Jeanne Campana dirige depuis plus de quinze ans la rédaction du Code de commerce Litec, réédité chaque année.

## Principaux ouvrages
- Code de commerce : Édition 2008 (dir.), Litec, 2007, 2744 p.
- Droit de l'entreprise, Lamy, 2007, 1512 p. (coauteur).